# Палладийтрииндий
Палладийтрииндий — бинарное неорганическое соединение
палладия и индия
с формулой In3Pd,
кристаллы.

## Получение
- Сплавление стехиометрических количеств чистых веществ:

{\displaystyle {\mathsf {Pd+3In\ {\xrightarrow {664^{o}C}}\ In_{3}Pd}}}

## Физические свойства
Палладийтрииндий образует кристаллы
кубической сингонии,
пространственная группа I 43m,
параметры ячейки a = 0,942 нм, Z = 8,
структура типа октацинкпентамеди Cu5Zn8
.
Соединение образуется по перитектической реакции при температуре 664°C.
В более поздних работах  утверждается, что фаза In3Pd на самом деле является фазой In7Pd3.